# Darren Nowick
Darren Nowick, född 22 oktober 1991 i Long Beach, Kalifornien, är en amerikansk före detta ishockeyspelare som bland annat spelade för Skellefteå AIK i SHL.

## Klubbar
- Missouri Mavericks, ECHL (2015/2016 - 2016/2017)
- Bridgeport Sound Tigers, AHL (2016/2017) (lån)
- Stockton Heat, AHL (2017/2018)
- Kansas City Mavericks, ECHL (2017/2018)
- Västerviks IK, Allsvenskan (2018/2019 - 2019/2020)
- Skellefteå AIK, SHL (2019/2020 - 2020/2021)